# Reckless Youth
Pour les articles homonymes, voir Reckless.
Pour plus de détails, voir Fiche technique et Distribution.
Reckless Youth est un film sorti dans les salles américaines en 1922, réalisé par Ralph Ince.

## Synopsis
Alice Schuyer (Hammerstein) est une jeune dame obstinée et entêtée. Après avoir été expulsée du couvent du Sacré-Cœur, elle est envoyée chez ses grands-parents Martha Whipple et Cumberland Whipple. Elle trouve la vie trop restrictive avec eux, et pour fuir cet univers elle épouse John Carmen (Niles Welch), croyant que le mariage lui apportera enfin la liberté. Elle traite John, qui est complètement inconscient et amoureux, avec peu d'égard. Une nuit, elle sort danser avec Harrison Thomby (Huntley Gordon) mais John Carmen, qui n'accepte pas cette situation lui demande de quitter la maison.

## Fiche technique
- Titre : Reckless Youth
- Réalisation : Ralph Ince
- Scénario : Cosmo Hamilton (histoire) et Edward J. Montagne
- Photographie : Jack Brown et Jules Cronjager
- Pays de production :  États-Unis
- Format : (Noir et Blanc) - son : Muet
- Genre : Drame
- Durée : 61 minutes
- Date de sortie : 
  - États-Unis : 1922

## Distribution
- Elaine Hammerstein : Alice Schuyler
- Niles Welch : John Carmen
- Myrtle Stedman : Mrs. Schuyler-Foster
- Robert Lee Keeling : Mr. Schuyler-Foster
- Huntley Gordon : Harrison Thomby
- Louise Prussing : Mrs. Dahlgren
- Frank Currier : Cumberland Whipple
- Kate Cherry : Martha Whipple
- Constance Bennett : Chorus Girl